# Волкрамсхаузен
Волкрамсхаузен (њем. Wolkramshausen) општина је у њемачкој савезној држави Тирингија. Једно је од 32 општинска средишта округа Нордхаузен. Према процјени из 2010. у општини је живјело 1.056 становника. Посједује регионалну шифру (AGS) 16062059.

## Географски и демографски подаци
Волкрамсхаузен се налази у савезној држави Тирингија у округу Нордхаузен. Општина се налази на надморској висини од 206 метара. Површина општине износи 10,8 km². У самом мјесту је, према процјени из 2010. године, живјело 1.056 становника. Просјечна густина становништва износи 97 становника/km².